# Elecciones estatales de Alagoas de 1986
Las elecciones estatales en Alagoas en 1986 se realizaron el 15 de noviembre como parte de las elecciones generales en el Distrito Federal, [nota 1] en 23 estados y en los territorios federales de Amapá y Roraima . [nota 2] El gobernador, el vicegobernador, dos senadores, nueve diputados federales y veintisiete diputados estatales fueron elegidos en la última elección de gobernador donde no se usaron los dos turnos. Tres nombres disputaron la sucesión del gobernador José de Medeiros Tavares, pero la victoria fue para Fernando Collor, del Partido del Movimiento Democrático Brasileño (PMDB).
En cuanto al PMDB, el partido perdió casi todos los afiliados que eligió en la elección, solo José Costa llegó a la elección de 1990 como miembro del partido, aunque ganó en 1994 con Divaldo Suruagy.

## Candidatos

### Gobernador
| Gobernador         | Gobernador | Gobernador | Cargos anteriores                        | Vicegobernador         | Vicegobernador | Vicegobernador | Nª | Coalición                                     |
| Candidato          | Partido    | Partido    | Cargos anteriores                        | Candidato              | Partido        | Partido        | Nª | Coalición                                     |
| ------------------ | ---------- | ---------- | ---------------------------------------- | ---------------------- | -------------- | -------------- | -- | --------------------------------------------- |
| Fernando Collor    |            | PMDB       | Diputado Federal por Alagoas (1983-1987) | Moacir Andrade         |                | PMDB           | 15 | Cambio y Renovación PMDB, PJ, PSC, PCdoB, PTB |
| Guilherme Palmeira |            | PFL        | Senador Federal por Alagoas (1983-1988)  | Nelson Costa           |                | PDS            | 25 | Alianza Liberal Cristiana PFL, PDS, PTB       |
| Ronaldo Lessa      |            | PSB        | Diputado Estatal por Alagoas (1983-1987) | Paulo Onofre de Araújo |                | PDT            | 40 | Frente Popular PSB, PDT, PT, PCB, PL          |

#### Biografía del Gobernador Electo
El nuevo gobernador de Alagoas es un economista egresado de la Universidad Federal de Alagoas en 1972, presidió el Centro Sportivo Alagoano y también es periodista y empresario, teniendo bajo su mando las Organizaciones Arnon de Mello, nombradas así en honor a su padre, de quien heredó su perspicacia política. La vida pública de Fernando Collor comenzó en la Alianza Renovadora Nacional (ARENA) cuando fue designado alcalde de Maceió en 1979 por el gobernador Guilherme Palmeira y luego de dejar el cargo fue elegido diputado federal por el Partido Democrático Social (PDS) en 1982. En Brasilia, votó a favor de la Enmienda Dante de Oliveira y votó por Paulo Maluf en el Colegio Electoral en 1985, lo que no impidió su incorporación al Partido del Movimiento Democrático Brasileño (PMDB) y su victoria sobre Guilherme Palmeira en la carrera por el Palacio República dos Palmares. [nota 3]
Iniciado el 15 de marzo de 1987, el gobierno de Fernando Collor cobró protagonismo nacional gracias a los discursos anticorrupción y a la lucha que su titular decía emprender contra las prebendas y altos salarios de algunos servidores y funcionarios públicos llamados marajás  además a la oposición que se le hizo al presidente José Sarney ya la defensa de apenas cuatro años de su mandato, aunque ambos eran del Partido del Movimiento Democrático Brasileño (PMDB) y tenían orígenes políticos en los partidos que apoyaron el Régimen Militar de 1964. Con base en esa plataforma, renunció el 14 de mayo de 1989 para postularse a la Presidencia de la República por el Partido de la Reconstrucción Nacional (PRN) y entregó el gobierno a Moacir Andrade. Después de siete meses de campaña, Fernando Collor fue elegido Presidente de la República en segunda vuelta tras derrotar al diputado federal Luiz Inácio Lula da Silva del Partido de los Trabajadores (PT) con base en un programa neoliberal precedido por un plan económico. Agotado por la hiperinflación y las acusaciones de corrupción, el Gobierno de Collor llegó a su fin el 29 de diciembre de 1992 tras un proceso de destitución que mantuvo a Fernando Collor fuera de la política hasta principios del siglo XXI.

### Senador Federal
| Gobernador            | Gobernador                                                             | Gobernador | Cargos anteriores                            | Vicegobernador    | Vicegobernador | Vicegobernador | Nª  | Coalición                                     |
| Candidato             | Partido                                                                | Partido    | Cargos anteriores                            | Candidato         | Partido        | Partido        | Nª  | Coalición                                     |
| --------------------- | ---------------------------------------------------------------------- | ---------- | -------------------------------------------- | ----------------- | -------------- | -------------- | --- | --------------------------------------------- |
| Rubens Vilar          |                                                                        | PMDB       | Diputado Federal por Alagoas (1975-1979)     | Fátima Cavalcanti |                | PMDB           | 150 | Cambio y Renovación PMDB, PJ, PSC, PCdoB, PTB |
| Mendonça Neto         | Diputado Federal y Estatal por Alagoas (1979-1983; 1983-1987)          | PMDB       | Gérson Lopes                                 |                   | PSC            | 151            |     | Cambio y Renovación PMDB, PJ, PSC, PCdoB, PTB |
| Teotônio Vilela Filho | Sin cargo político anterior                                            | PMDB       | Rubens Vilar de Carvalho                     |                   | PMDB           | 155            |     | Cambio y Renovación PMDB, PJ, PSC, PCdoB, PTB |
| Teotônio Vilela Filho | Sin cargo político anterior                                            | PMDB       | João do Nascimento Filho                     |                   | PMDB           | 155            |     | Cambio y Renovación PMDB, PJ, PSC, PCdoB, PTB |
| João Lyra             | Presidente del Sindicato Estatal de la Industria Azucarera (1971-1974) | PMDB       | Severino Leão                                |                   | PTB            | 156            |     | Cambio y Renovación PMDB, PJ, PSC, PCdoB, PTB |
| Divaldo Suruagy       |                                                                        | PFL        | Gobernador de Alagoas (1975-1978; 1983-1986) | Carlos Lyra       |                | PFL            | 251 | Alianza Liberal Cristiana PFL, PDS, PTB       |
| Divaldo Suruagy       | José Valdomiro Mota                                                    | PFL        | Gobernador de Alagoas (1975-1978; 1983-1986) |                   |                | PFL            | 251 | Alianza Liberal Cristiana PFL, PDS, PTB       |
| João Azevedo          | Sin cargo político anterior                                            | PFL        | Aluísio Medeiros                             |                   | PDC            | 252            |     | Alianza Liberal Cristiana PFL, PDS, PTB       |
| Luiz Mendes de Barros | Sin cargo político anterior                                            | PFL        | Francisco Luiz                               |                   | PDS            | 256            |     | Alianza Liberal Cristiana PFL, PDS, PTB       |
| Luiz Farias           |                                                                        | PSB        | Sin cargo político anterior                  | Luiz Xavier de Sá |                | PSB            | 400 | Frente Popular PSB, PDT, PT, PCB, PL          |
| João Vicente Freitas  | Sabino Fidélis                                                         | PSB        | Sin cargo político anterior                  | 401               |                | PSB            |     | Frente Popular PSB, PDT, PT, PCB, PL          |

## Resultados

### Gobernador
| Partido                   | Partido                   | Candidatos                | Votos   | %      |
| ------------------------- | ------------------------- | ------------------------- | ------- | ------ |
|                           | PMDB                      | Fernando Collor           | 400.246 | 52,83  |
|                           | PFL                       | Guilherme Palmeira        | 327.232 | 43,20  |
|                           | PSB                       | Ronaldo Lessa             | 30.073  | 3,97   |
|                           |                           |                           |         |        |
| Votos válidos             | Votos válidos             | Votos válidos             | 757.551 | 83,65  |
| Votos en blanco           | Votos en blanco           | Votos en blanco           | 112.056 | 12,37  |
| Votos nulos               | Votos nulos               | Votos nulos               | 36,023  | 3,98   |
| Total                     | Total                     | Total                     | 905.630 | 100,00 |
| Registrados/Participaciòn | Registrados/Participaciòn | Registrados/Participaciòn | 973.747 | 94,15  |

     Electo

### Senador Federal
| Partido                   | Partido                   | Partido                   | Candidatos                | Votos     | %      |
| ------------------------- | ------------------------- | ------------------------- | ------------------------- | --------- | ------ |
|                           |                           | PMDB                      | Teotônio Vilela Filho     | 298.185   | 27,53  |
| Mendonça Neto             | 202.428                   | PMDB                      | 16,74                     |           |        |
| João Lyra                 | 121.709                   | PMDB                      | 10,06                     |           |        |
| Rubens Vilar              | 34.719                    | PMDB                      | 2,87                      |           |        |
| Cambio y Renovación       | Cambio y Renovación       | Cambio y Renovación       | 657.041                   | 57,20     |        |
|                           |                           | PFL                       | Divaldo Suruagy           | 334.137   | 27,63  |
| Luiz Mendes de Barros     | 70.555                    | PFL                       | 5,83                      |           |        |
| João Azevedo              | 61.324                    | PFL                       | 5,07                      |           |        |
| Alianza Liberal Cristiana | Alianza Liberal Cristiana | Alianza Liberal Cristiana | 466.016                   | 38,53     |        |
|                           |                           | PSB                       | Luiz Farias               | 26.531    | 2,19   |
| João Vicente Freitas      | 25.171                    | PSB                       | 2,08                      |           |        |
| Frente Popular            | Frente Popular            | Frente Popular            | 51.702                    | 4,27      |        |
|                           |                           |                           |                           |           |        |
| Votos válidos             | Votos válidos             | Votos válidos             | Votos válidos             | 1.174.759 | 64,86  |
| Votos en blanco           | Votos en blanco           | Votos en blanco           | Votos en blanco           | 519.527   | 28,68  |
| Votos nulos               | Votos nulos               | Votos nulos               | Votos nulos               | 116.974   | 6,46   |
| Total                     | Total                     | Total                     | Total                     | 905.630   | 100,00 |
| Registrados/Participaciòn | Registrados/Participaciòn | Registrados/Participaciòn | Registrados/Participaciòn | 973.747   | 94,15  |

     Electos